# ایرنوش یلنی
ایرنوش یلنی (لهستانی: Ireneusz Jeleń؛ زادهٔ ۹ آوریل ۱۹۸۱) یک بازیکن فوتبال اهل لهستان است.
وی همچنین در تیم ملی فوتبال لهستان بازی کرده‌است.